# Parafia św. Jana Chryzostoma i św. Serwacego w Maastricht
Parafia św. Jana Chryzostoma i św. Serwacego – pierwotnie etnicznie rosyjska parafia w Maastricht, jedna z 9 placówek duszpasterskich w dekanacie Beneluksu Arcybiskupstwa Zachodnioeuropejskich  Parafii Tradycji Rosyjskiej Patriarchatu Moskiewskiego. Obecnie wierni parafii reprezentują ok. 10 różnych narodowości. Obowiązuje w niej kalendarz juliański. Nabożeństwa są celebrowane w językach niderlandzkim, cerkiewnosłowiańskim i angielskim.
Proboszczem jest ks. Serge Kriger.